# كيث جينينغز (لاعب كرة قدم أمريكية)
كيث جينينغز (بالإنجليزية: Keith Jennings)‏ هو لاعب كرة قدم أمريكية أمريكي، ولد في 19 مايو 1966 في سامرفيل في الولايات المتحدة.

## وصلات خارجية
- كيث جينينغز على موقع مرجع كرة القدم المحترفة.كوم (الإنجليزية)